# 이상고 뼈
이상고 뼈(Ishango -)는 기원전 20,000 - 18,000년 사이에 제작된 골각기로 계산에 사용된 것으로 추정된다. 비비의 비골에 몇 개의 수열이 기록되어 있다.
이상고 뼈는 벨기에의 장 드 브라우코르가 1960년 콩고에서 발견하였다. 발견한 지역이 비궁가 국립공원 내의 이상고였기 때문에 이상고 뼈라는 이름이 붙었다. 이 지역은 나일강의 발원지 부근으로 2만여년 전부터 사람이 살고 있었으나 몇 백년전 화산 활동으로 인적없는 곳이 되었다.
이상고 뼈는 현재 벨기에 브뤼셀의 왕립 벨기에 자연과학 학술원에 소장되어 있다.

## 수열의 의미

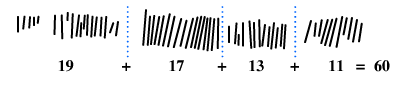
왼쪽 행에 새겨진 수

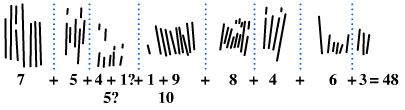
가운데 행에 새겨진 수

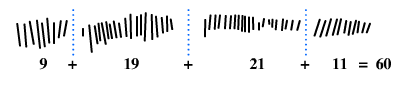
오른쪽 행에 새겨진 수

이상고 뼈에 새겨진 수열에 대해서는 계산판으로 쓰였다는 주장과 달력이라는 주장이 있다.

### 계산판
이상고 뼈에 새겨진 수들을 근거로 이 뼈에 새겨진 금들이 곱셈, 나눗셈과 같은 계산을 위한 것이라는 주장이 있다.
가운데 행에 새겨진 수열을 보면 3과 6, 4와 8, 5와 10 같이 배수 관계에 있는 수들로 구성되어 있다. 이는 3, 4, 5에 대응하는 2배수로, 이 기록이 무작위적인 것이 아니라 곱셈이나 나눗셈을 의도한 기록이라 추정할 수 있다.
양 옆에 새겨진 수열은 보다 발전된 내용을 보여 준다. 오른쪽 행의 수열은 모두 홀수이며 왼쪽 행의 수열은 10에서 20사이의 모든 소수로 4중 소수를 이룬다. 오른쪽의 소수 수열은 (10-1),(20-1),(20+1),(10+1)과 같이 구성되어 있다. 왼쪽 수열과 오른쪽 수열의 합은 모두 60이며 가운데 수열의 합 48과 함께 모두 12의 배수이다. 이로써 이 도구를 제작한 사람이 곱셈과 나눗셈에 대해 이해하고 있었다고 추정할 수 있다.

### 달력
알렉산더 마샤크는 이상고 뼈를 자세히 연구한 후 이것이 6개월간의 음력을 표기한 것이라 주장하였다. 클라우디아 잘슬라브스키는 이 뼈가 여성이 달의 위상을 기록하여 월경 주기를 기록한 것이라 주장하였다.

## 최근의 발견
이상고 뼈와 같이 막대나 뼈를 이용하여 수열을 표기한 도구가 전 세계적으로 발견되고 있다. 에스와티니에서 발견된 레봄보 뼈는 이상고 뼈와 같이 비비의 비골을 사용하였으며 37,000년 전 경에 제작된 것이다.

## 같이 보기
- 수학사